# Port lotniczy Berno-Belp
Port lotniczy Berno-Belp – międzynarodowy port lotniczy obsługujący Berno. Zlokalizowany w miejscowości Belp. Główna siedziba najstarszej szwajcarskiej firmy helikopterowej Heliswiss oraz jedna z baz (wewnętrzne oznaczenie "Rega 3") Szwajcarskiej Służby Ratownictwa Lotniczego (REGA).

## Linie lotnicze i połączenia
| Linia lotnicza        | Kierunek |
| --------------------- | --- |
| Air Corsica           | Sezonowe czartery: 1. Calvi |
| Helvetic Airways      | Sezonowo: 1. Alicante 2. Antalya 3. Dżerba (od 7 czerwca 2024) 4. Heraklion 5. Jerez 6. Kos 7. Larnaka 8. Palma de Mallorca 9. Rodos |
| Sky Alps              | Sezonowe czartery: 1. Brač 2. Olbia                                                                                                  |
| Swiss Flight Services | Sezonowe czartery: 1. Elba |